# Alresford
Alresford är en by och en civil parish i Tendring i Essex i England. Orten har 2 125 invånare (2001).